# Milan-San Remo 1990
L'édition 1990 de la course cycliste Milan-San Remo s'est déroulée le samedi 17 mars et a été remportée en solitaire par l'Italien Gianni Bugno.
La course disputée sur un parcours de 294 kilomètres est la première manche de la Coupe du monde de cyclisme sur route 1990. Parti à 34 kilomètres de l’arrivée avec son compatriote Angelo Canzonieri, Gianni Bugno a lâché son compagnon de fugue dans la Cipressa. Bugno a résisté jusqu'à la ligne d'arrivée au retour de Rolf Göltz, partie en contre dans le Poggio. 
Avec une moyenne horaire de 45,806 km/h, il s'agissait de l'édition la plus rapide de Milan-San Remo jusqu'en 2024.

## Classement
| #  | Coureur             | Équipe                |    | Temps           |
| -- | ------------------- | --------------------- | -- | --------------- |
| 1  | Gianni Bugno        | Chateau d'Ax          | en | 6 h 25 min 06 s |
| 2  | Rolf Gölz           | Buckler-Colnago-Decca | +  | 4 s             |
| 3  | Gilles Delion       | Helvetia-La Suisse    |    | 23 s            |
| 4  | Moreno Argentin     | Ariostea              |    | 31 s            |
| 5  | Maurizio Fondriest  | Del Tongo             |    | 31 s            |
| 6  | Jean-Claude Colotti | R.M.O.                |    | 31 s            |
| 7  | Jesper Skibby       | TVM-Ragno             |    | 31 s            |
| 8  | Adriano Baffi       | Ariostea              |    | 1 min 02 s      |
| 9  | Johan Museeuw       | Lotto-Superclub       |    | 1 min 02 s      |
| 10 | William Dazzani     | Italbonifica-Navigare |    | 1 min 02 s      |